# Thérèse-Nicole Desmares
Pour les articles homonymes, voir Desmares.
 Thérèse-Nicole Desmares, née le 10 avril 1780 à Vaugirard et morte à Paris le 7 juin 1832, est une actrice de théâtre française.

## Biographie
Fille d'un serrurier, elle commence sa carrière en 1794 au théâtre du Vaudeville puis passe à l'Opéra-Comique avant de revenir en 1801 au Vaudeville. Elle se fait remarquer, entre autres, en 1806 dans Agnès Sorel d'Emmanuel Dupaty et Jean-Nicolas Bouilly où elle tient le rôle du Page et obtient le succès dans Le comte Ory d'Eugène Scribe (1816).
Épouse de Denis François Domilier de Thésigny (1803) dont elle divorce (1826), sa fille épousera l'auteur dramatique Emmanuel Théaulon.